# Pietro Frugoni (avvocato)
Pietro Frugoni (Brescia, 26 maggio 1847 – Brescia, 17 gennaio 1925) è stato un avvocato e politico italiano. È stato deputato alla Camera dal 1908 al 1919, presidente della deputazione provinciale di Brescia dal 1895 al 1903 e presidente del consiglio provinciale bresciano dal 1904 al 1914.

## Biografia
Figlio di Arsenio Frugoni e di Amalia Cassa, fratello del generale Pietro Paolo Frugoni, frequentò il Ginnasio Liceo Arnaldo, uscendone con il primo premio assoluto. Si laureò in Diritto a Bologna e lavorò come avvocato a Brescia, pubblicando alcune memorie giuridiche per l'Ateneo.
Liberale moderato, fu patrocinatore dell'alleanza fra liberali e cattolici che dominò la politica bresciana alla fine dell'Ottocento. Nel 1892 divenne consigliere comunale a Brescia e nel 1895 entrò nel consiglio provinciale, eletto nello stesso anno a presidente della Deputazione. Si dimise dal ruolo nell'agosto del 1903. Pochi mesi dopo fu eletto alla presidenza del consiglio provinciale in sostituzione del defunto Giuseppe Zanardelli. Mantenne la carica fino al 31 gennaio 1914, quando si dimise. Nel consiglio provinciale fu rappresentante del primo mandamento di Brescia, dal 1895 al 1899, del mandamento di Adro, dal 1899 al 1914, e del mandamento di Ospitaletto, dal 1914 al 1920.
Per l'alleanza cattolico-moderata si candidò a deputato nelle elezioni suppletive del collegio di Leno che si tennero il 26 luglio 1908 a causa della morte dell'onorevole Fausto Massimini. Sconfisse agevolmente il candidato dei liberali riformisti, che tenevano il collegio elettorale dal 1897, ed entrò a far parte del consesso della XXII legislatura. Nel collegio di Leno fu confermato anche con le elezioni del 1909 e del 1913. L'anno dopo contribuì a fondare, con Arturo Reggio, il Gruppo Nazionalista Bresciano che nei primi mesi del 1915 organizzò manifestazioni in città e provincia a favore dell'intervento dell'Italia in guerra. Come deputato nella XXIII legislatura intervenne su alcune voci di bilancio, come l'agricoltura, la guerra, i lavori pubblici, le farmacie e l'avvocatura erariale. Nel corso della XXIV legislatura presentò un disegno di legge sugli orfani di guerra, nonché interpellanze e interrogazioni sul funzionamento della giustizia nella provincia di Brescia e sulla linea ferroviaria Brescia-Parma.
Nel 1920 fu eletto presidente dell'Associazione monarchica bresciana.

## Opere
- "Della capacità giuridica della donna secondo la legislazione italiana", Bologna, 1870
- "Le civiche scuole elementari di Brescia nell'ultimo decennio", Brescia, 1871
- "Effetto della condizione di vedovanza sulla quota di riserva del coniuge superstite", Bologna, 1872
- "La nuova legge sulla riscossione delle imposte dirette e i diritti dei creditori ipotecari", Bologna, 1873
- "Del termine per l'esercizio dell'azione di disconoscimento delle paternità", Brescia, 1878
- "Il nuovo codice federale svizzero delle obbligazioni", Brescia, 1881
- "Sull'articolo 36 del nuovo codice di commercio", Brescia, 1883
- "La sottoscrizione nelle cambiali", Brescia, 1887
- "La nullità del matrimonio per impotenza", Brescia, 1890